# Nicéphore Niépce

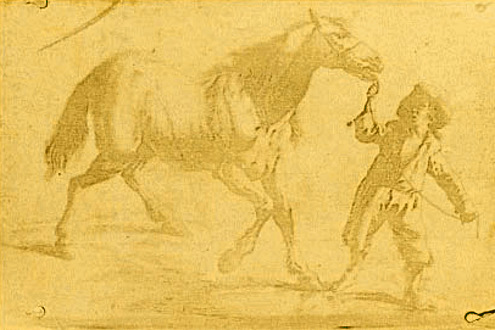
Nejstarší heliografický tisk na světě s motivem mladého chlapce, který vede koně do stájí z roku 1825

Joseph Nicéphore Niépce (7. března, 1765, Chalon-sur-Saône, Francie – 5. července, 1833, Saint-Loup-de-Varennes) byl francouzský vynálezce fotografie a průkopník v tomto oboru. Je známý tím, že ve dvacátých letech 19. století pořídil jako první fotografie. Je považován za jednoho z otců fotografie, spolu s Louisem Daguerrem, Williamem Foxem Talbotem, Hippolyteem Bayardem a Hérculem Florencem.

## Život a dílo

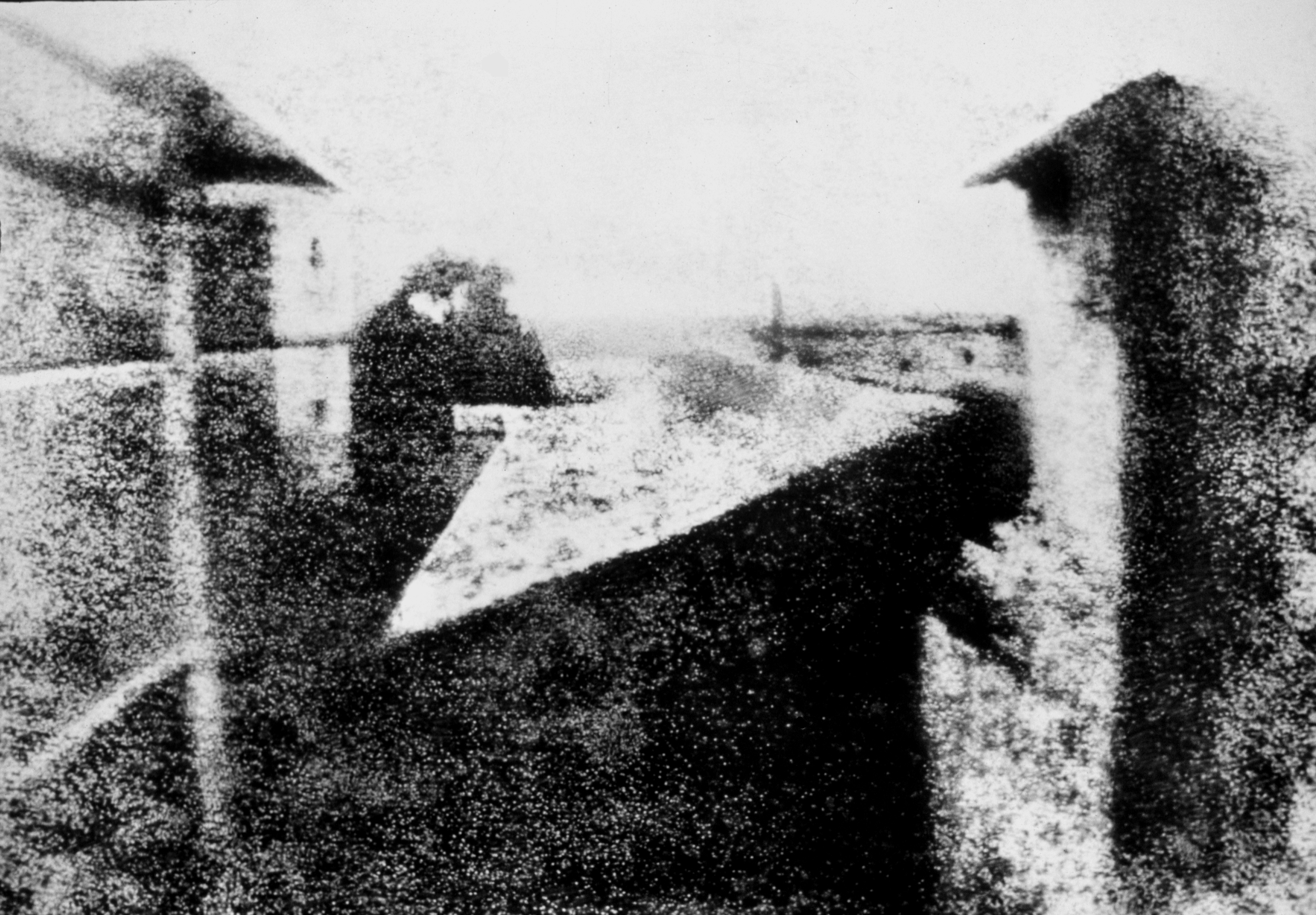
Jedna z prvních Niépceho dochovaných fotografií s názvem Pohled z okna v Le Gras, cca 1826; Niépce ji pořídil ve francouzském Saint-Loup-de-Varennes

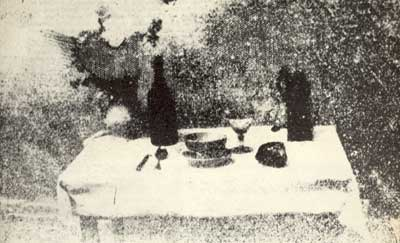
Prostřený stůl – v pořadí třetí známá Niépceho fotografie z období mezi rokem 1823 a 1825; originál tohoto heliografického zátiší se však ztratil při převozu k restaurování

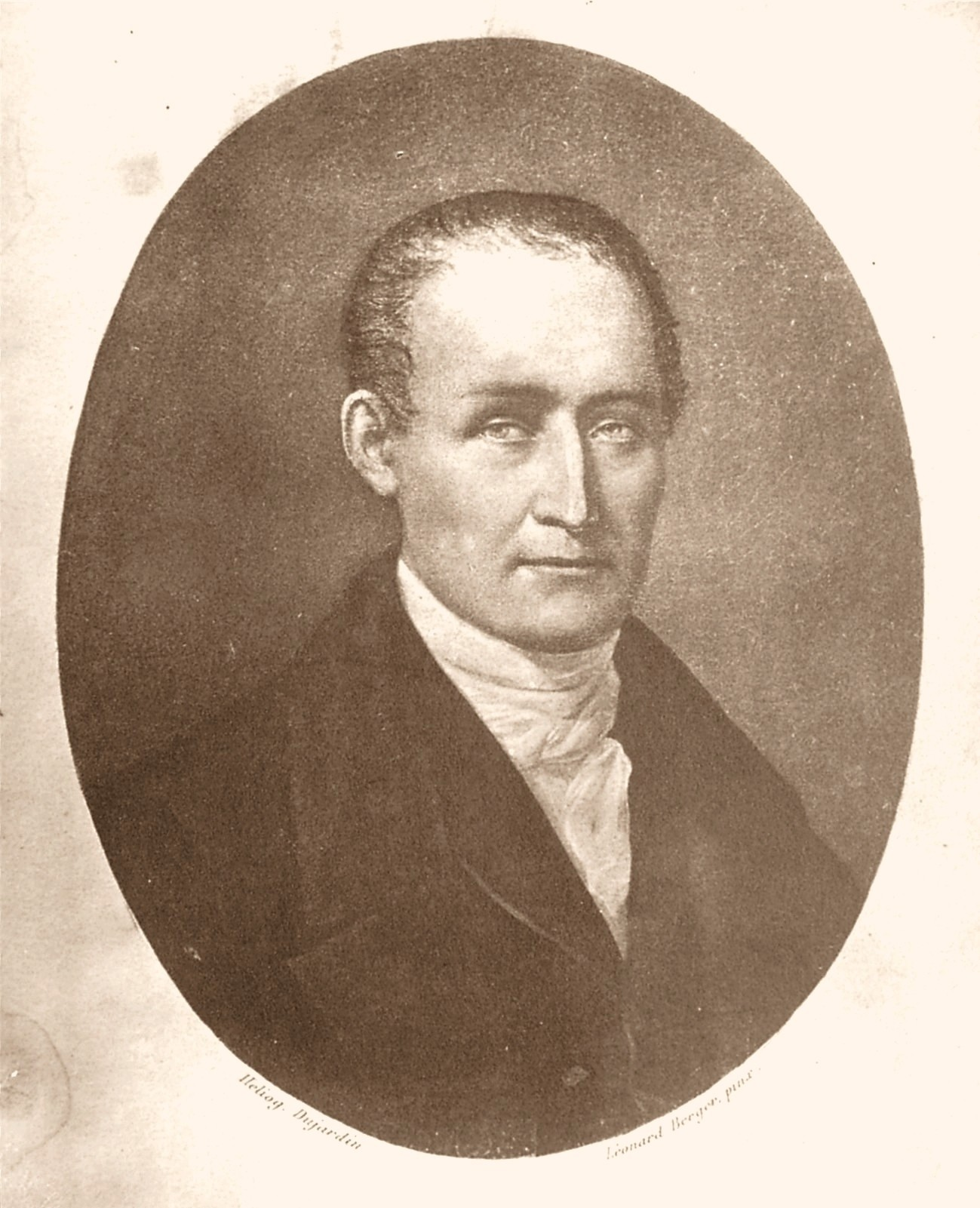
Joseph Nicéphore Niépce

Joseph Niépce se narodil 7. března 1765 v Chalon-sur-Saône ve Francii. Jeho otec byl advokátem a správcem majetku krále Ludvíka XV. a zároveň královým poradcem, Niépceho matka byla dcerou známého právníka.
Od roku 1780 do 1788 studoval na vysokých školách v Chalon-sur-Saône, Angers a Troy aby mohl nastoupit církevní kariéru. Avšak Niépce se kněžství vzdal a vstoupil do revoluční armády v roce 1792. Přestěhoval se do Nice kde si vzal za manželku Agnes Romero, která mu v roce 1795 porodila syna Isidora. Jeho bratranec je vynálezce Claude Félix Abel Niépce de Saint-Victor, který pracoval na fixaci přírodních fotografických barev a zdokonaloval heliografický proces pro fotomechanický tisk.
Niépce příliš neovládal obkreslovat tužkou převrácené obrazy vytvořené camerou obscurou, jak bylo v té době populární v malířství, proto se snažil přijít na způsob, jak zaznamenat obraz trvale. Experimentoval s litografií, což ho dovedlo k pokusům zaznamenat obrazy z camery obscury. Niépce také experimentoval s chloridem stříbrným, který při osvícení tvrdne, ale nakonec se zaměřil na živici, kterou používal při svých prvních pokusech zaznamenat přírodu fotograficky. Živici rozpustil v levandulovém oleji – rozpouštědle často používaném v lacích – a potřel touto světlocitlivou směsí cínovou destičku. Destičku pak umístil do camery obscury. Po osmi hodinách jí vyndal a pomocí levandulového oleje odstranil zbytky nenaexponované živice.
Začal experimentovat s pořizováním obrazů v roce 1793. Z některých jeho experimentů vznikly obrazy, ale kvůli špatnému ustálení rychle vybledly. V roce 1822 byl již schopen fotograficky přenášet obrazy rytin na sklo. První stálou fotografii vytvořil pravděpodobně v roce 1824. Nejranější známá Niépceho fotografie byla vytvořena v roce 1826 nebo 1827 (podle různých zdrojů). Niépce nazval svůj proces heliografie.
Přibližně roku 1826 vytvořil první dochovanou stálou fotografii na světě s názvem Pohled z okna v Le Gras (v originále La cour du domaine du Gras). Jedná se o snímek pořízený z okna v komuně francouzského departementu Saint-Loup-de-Varennes. Fotografie byla vytvořena pomocí camery obscury a cínové destičky pokryté živicí při osmihodinové expozici. Slunce za tu dobu přešlo oblohu od východu k západu a osvětlilo obě strany nádvoří. Výsledná fotografie měla rozměr 20 × 25 cm.
V roce 2002 však byla v kolekci jednoho francouzského sběratele nalezena dochovaná ještě starší Niépceho fotografie. Bylo zjištěno, že pochází z roku 1825, tedy ještě o rok dříve než snímek dvora. Jedná se o heliografickou kopii rytiny mladého chlapce vedoucího koně do stájí. Fotografii koupila Francouzská národní knihovna v aukci za 450 000 euro jako svůj „národní poklad“.
Niépceho v pořadí třetí známou fotografií je zátiší s názvem Prostřený stůl a velikosti 7×11,7 cm vytvořené na jídelním stole v období mezi rokem 1823 a 1825. Originál této heliografie na skle se však ztratil při převozu k restaurování. Na fotografii je nůž, lžíce, sklenice, číše, miska, láhev, váza a kávová konvice. Expozice tohoto snímku trvala pravděpodobně 4 hodiny (tolik bylo potřeba času při věrné rekonstrukci v roce 2004).
V roce 1827 se na cestě za svým nemocným bratrem zastavil v Paříži, kde se setkal s Daguerrem. Měl s sebou několik výsledků svých experimentů s heliografií. Navázal také přátelský vztah s botanikem Franzem Bauerem, pro kterého napsal krátké pojednání "Notice sur l'Heliographie". Navštívil Královskou akademii a žádal finanční podporu pro své experimenty. Jeho žádost však byla zamítnuta, údajně proto, že odmítl společnosti prozradit detaily svého objevu.
V roce 1827 se mu podařila první fotografie na cínovou desku.
Dne 5. července 1833 v sedm hodin v Saint-Loup-de-Varennes fotograf a vynálezce Nicéphore Niépce zemřel. Je pohřben na hřbitově v témže městě.

## Heliografie
Název heliografie pochází z řeckých slov helios (slunce) a grafé (psaní, kresba). Niépce experimentoval s fotochemickou cestou reprodukce pro kamenotisk (litografii). Na litografickou desku s vrstvou světlocitlivé fermeže kopíroval roku 1813 pomocí slunečního světla kresby a grafické listy, jejichž papír byl zprůsvitněn. Roku 1816 použil malou cameru obscuru a papír se světlocitlivou vrstvou chloridu stříbrného, avšak snímky nebyly ustálené a obraz časem zmizel.
Po řadě pokusů s různými světlocitlivými látkami a podložkami zhotovil Nicéphore Niépce roku 1822 reprodukci mědirytiny papeže Pia VII. na vrstvu přírodního asfaltu rozpuštěného v petroleji, nanesenou na skleněnou desku. Reprodukce se však nezachovala. Niépce pak jako podložku využíval litografický kámen a zinkové desky, které byly po leptání nebo rytí použity k tisku. Nejstarším dochovaným heliografickým tiskem a zároveň reprodukcí je ta, kterou na měděnou destičku zhotovil Nicéphore Niépce v roce 1825. Je to obrázek muže vedoucího koně – kopie vlámské rytiny ze 17. století.

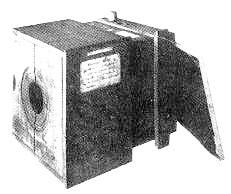
Niépceho camera obscura

Niépce rovněž pokračoval v pokusech s camerou obscurou. Roku 1824 vytvořil snímek na kámen s asfaltovou vrstvou, zachycující pohled z jeho pracovny na boční křídlo domu a budovu na dvoře, který se však rovněž nezachoval. Zřejmě roku 1826, nejpozději však následujícího roku, zhotovil za slunného dne Niépce snímek pohledu z okna svého domu na dvůr s hospodářskými budovami a stromem v pozadí, který do roku 2002 býval považován za nejstarší dochovanou fotografii. Použil cameru obscuru s předsádkou. Obraz snímal na asfaltovou vrstvu, která v osvětlených částech tvrdla a vytvořila bílé plochy. Stíny jsou tmavé plochy cínové podložky po smytí neosvětleného asfaltu roztokem levandulového oleje a terpentýnu.
Heliografie byla nahrazena dokonalejší technikou daguerrotypií, vyvinutou z heliografie Francouzem Louisem Daguerrem v roce 1839 a kalotypií, objevenou Angličanem Williamem Foxem Talbotem nezávisle ve stejné době.

## Spor s Daguerrem
Na začátku roku 1829 Joseph Niépce začal na zdokonalování fotografického procesu spolupracovat s Louisem Daguerrem. Niépce s ním uzavřel smlouvu, ve které počítal se svým synem Isidorem. Partnerství trvalo až do Niépceho smrti v roce 1833. Daguerre pokračoval v experimentech a v roce 1839 zveřejnil novou technologii pořizování fotografií, kterou nazval po sobě daguerrotypie.
Daguerre požádal o pomoc svého přítele, vlivného tajemníka francouzské akademie věd Dominiqua Araga, aby představil daguerrotypii na zasedání Francouzské akademie věd. Zpráva mezi vědci vzbudila senzaci a rozlétla se do celého světa. Arago pravděpodobně přiměl dalšího tehdejšího vynálezce fotografie Hippolyta Bayarda, aby vlastní vynález pozitivního procesu držel v tajnosti. Poté Arago rychle prosadil návrh, aby francouzská vláda koupila práva na vynález od Daguerra. Dne 15. června 1839 podepsal král Ludvík Filip zákon, kterým byla Daguerrovi přiznána doživotní penze 6000 franků a Niépcovu synu Isidorovi 4000 franků. Téhož roku dne 19. srpna byl vynález fotografie vyhlášen na zasedání akademie věd a připadl státu.
Tři roky před Daguerrem a šest let po Niépceovi, použil mechanismus negativ/pozitiv francouzsko-brazilský vynálezce Hércules Florence.
Na mnoho let se tak Niépcemu ani Bayardovi nedostalo uznání za něco, co ve skutečnosti bylo jejich vynálezem. Niépceho syn bojoval a snad i nakonec zvítězil v boji o uznání svého otce za tento vynález, avšak Niépceho ani Bayardovo jméno nebylo nikdy tak slavné jako Daguerrovo. Bayard dokonce naaranžoval svou sebevraždu na protest proti nedostatku oficiálního uznání jeho podílu na vynálezu fotografie.

## Další vynálezy

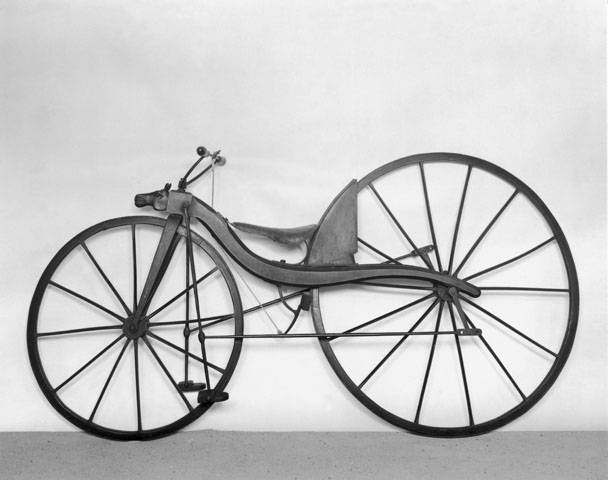
Klasický velocipéd z roku 1860

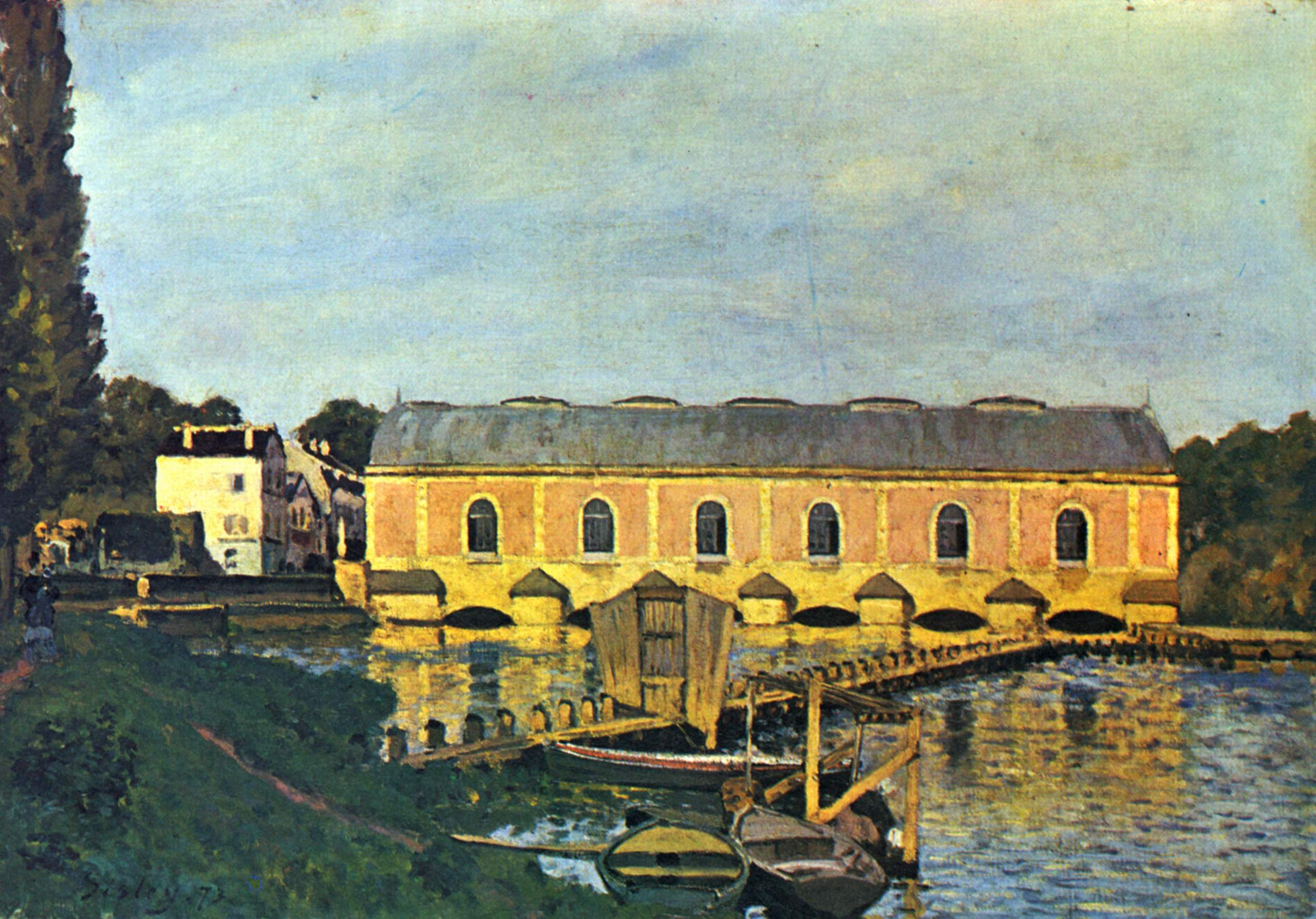
Machine de Marly na obraze Alfreda Sisleyho z roku 1873

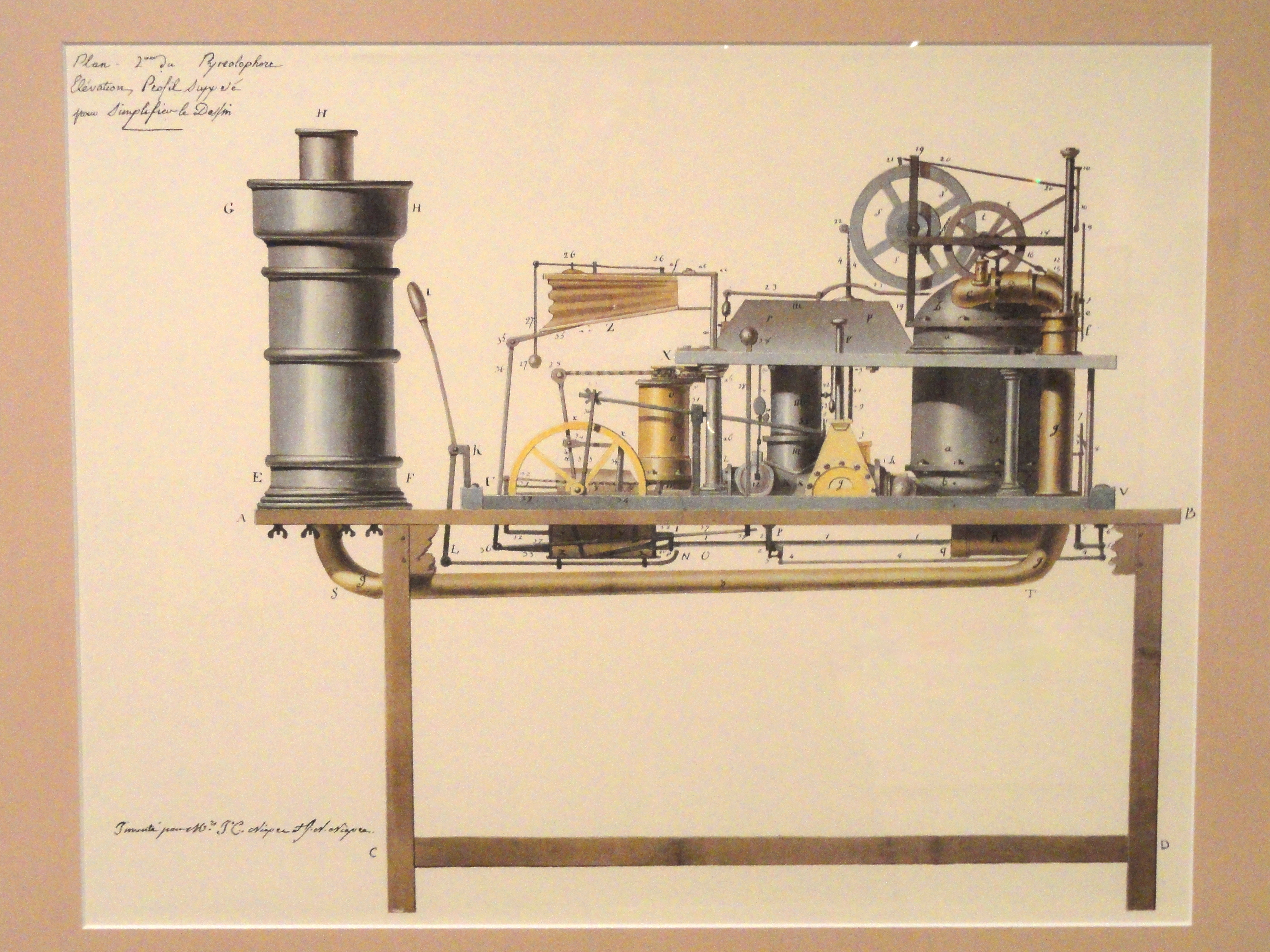
Pyreolophore v Musée Nicéphore-Niépce

Niépce se kromě fotografie zabýval vynalézáním i v dalších oblastech, avšak žádný z těchto vynálezů mu nebyl nikdy oficiálně uznán. Existují podklady k těmto vynálezům:
Vélocipède
V roce 1818 se Niépce velmi zajímal o tohoto předchůdce jízdního kola bez pedálů. Postavil si jeho model a nazýval ho vélocipède. Nespokojil se však s jednoduchou konstrukcí a nedokázal odolat dalšímu zlepšení různými prostředky jako bylo například nastavitelné sedlo. Tento velocipéd se sedlem je vystaven v Niépcově muzeu. V dopise svému bratrovi, Niépce přemýšlel o motorizaci svého stroje – mopedu.
Pyreolophore
Takzvaný Pyreolophore byl první spalovací motor, který vynalezli a patentovali bratři Niépcovi v roce 1807. Tento motor běžel na principu kontrolovaných explozí určitým způsobem zpracovaných spór rostliny lycopodium (plavuň). O deset let později se stali prvními na světě, kdo vyrobil motor se systémem vstřikování paliva.
Machine de Marly
V roce 1807 vyhlásila císařská vláda soutěž pro příjem projektů na hydraulický stroj, který by nahradil ten, který v Marly čerpal vodu do Versailleského paláce z řeky Seiny. Původní stroj byl postaven v roce 1684 a byl umístěn na řece Seině v Bougivalu, přičemž čerpal vodu do svahu 150 metrů na vzdálenost jednoho kilometru. Bratři Niépcovi představili stroj založený na novém a lepším principu a pak ještě jednou znovu o dva roky později. Stroj prošel řadou změn v mnoha svých částech. Mechanismus systému byl důmyslný: písty měly tu výhodu, že byly přesnější a vytvářely mnohem menší odpor. V prosinci 1809 však bratři Niépcovi dostali zprávu, že se císař rozhodl zvolit řešení inženýra Periera (1742–1818) vybudovat pro provoz čerpadla v Marly parní stroj.